# バルドリーノ
バルドリーノ（伊: Bardolino）は、イタリア共和国ヴェネト州ヴェローナ県にある、人口約7,100人の基礎自治体（コムーネ）。

## 地理

### 位置・広がり

#### 隣接コムーネ
隣接するコムーネは以下の通り。括弧内のBSはブレシア県所属を示す。
- アッフィ
- カヴァイオーン・ヴェロネーゼ
- コステルマーノ
- ガルダ
- ラツィーゼ
- マネルバ・デル・ガルダ (BS)
- モニーガ・デル・ガルダ (BS)
- パデンゲ・スル・ガルダ (BS)
- パストレンゴ

### 気候分類・地震分類
気候分類では、zona E, 2231 GGに分類される。
また、イタリアの地震リスク階級 (it) では、zona 2 (sismicità media) に分類される。

## 行政
コムーネはassociazione città del vino(ワインの街協会)に加盟している。